# Unteraltenbuch
Unteraltenbuch ist eine Gemarkung in der Gemeinde Altenbuch im unterfränkischen Landkreis Miltenberg (Bayern). Bis 1938 bestand die Gemeinde Unteraltenbuch.

## Geographie

### Lage
Unteraltenbuch befindet sich ungefähr 25 Kilometer südöstlich von Aschaffenburg. Auf der Gemarkung liegen der südliche und der östliche Teil von Altenbuch.

### Nachbargemarkungen
Nachbargemarkungen im Uhrzeigersinn im Norden beginnend sind Oberaltenbuch, Altenbucher Forst, Breitenbrunn, Hoher Berg, Neuenbuch, Wildensee und Krausenbach.

## Geschichte

### Bis zur Gemeindegründung
Unteraltenbuch (zum Hochstift Mainz gehörig) ging im Reichsdeputationshauptschluss an das Fürstentum Aschaffenburg des Fürstprimas von Dalberg. Seit dem Vertrag von Paris 1814 gehört Unteraltenbuch zum Königreich Bayern.  Am 1. Oktober 1814 wurde Unteraltenbuch ein Ort im Landgericht Stadtprozelten. Zwischen 1815 und 1818 war Unteraltenbuch ein Ort im Herrschaftsgericht Stadtprozelten. Im Zuge der Verwaltungsreformen in Bayern entstand mit dem Gemeindeedikt von 1818 die Gemeinde Unteraltenbuch. Sie umfasste die Orte Unteraltenbuch, Sylvan und Hofwildensee auf etwa 730 Hektar.

### Verwaltungsgeschichte
Die im Jahr 1925 etwa 730 Hektar große Gemeinde Unteraltenbuch lag im Bezirksamt Marktheidenfeld und hatte im Jahr 1933 ihren höchsten Einwohnerstand mit 495 Einwohnern. Zu ihr gehörten außer Unteraltenbuch noch die Orte Sylvan und Hofwildensee. Am 1. April 1938 erfolgte die Neubildung der Gemeinde Altenbuch aus den Gemeinden Unter- und Oberaltenbuch.